# Rehmanie

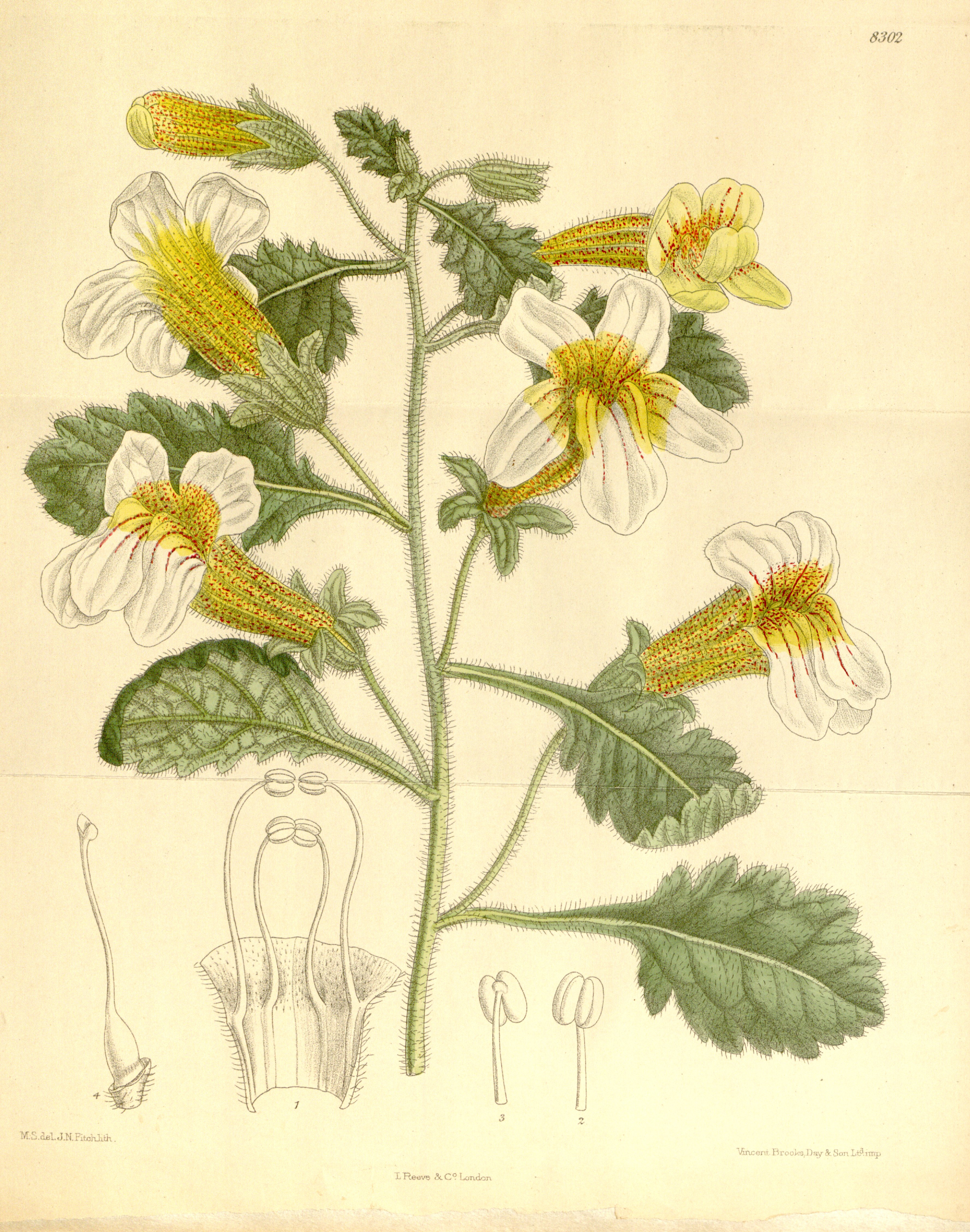
Ilustrace Rehmannia henryi

Rehmanie (Rehmannia) je rod rostlin z čeledi zárazovité. Jsou to vytrvalé byliny s přízemní růžicí listů a olistěnou lodyhou. Květy jsou nápadné, purpurové nebo žluté, trubkovité. Plodem je tobolka. Rod zahrnuje 6 druhů a pochází výhradně z Číny. Na rozdíl od většiny ostatních rodů čeledi zárazovité nejsou rostliny parazitické ani poloparazitické.
Nejznámějším druhem je rehmanie lepkavá, která je jako léčivá rostlina tradičně využívána v čínské medicíně. Hlavními účinnými látkami jsou iridoidní glukosidy. Občas jsou rehmanie pěstovány jako zahradní trvalky.

## Popis
Rehmanie jsou vytrvalé byliny s podzemními oddenky. Lodyha je vzpřímená, jednoduchá nebo od báze větvená.
Listy jsou uspořádané v přízemní růžici, lodyha je rovněž olistěná. Lodyžní listy jsou střídavé, řapíkaté, na okraji zubaté nebo laločnaté.
Květy jsou jednotlivé, úžlabní, nebo uspořádané ve vrcholových hroznech.
Kalich je srostlý, zakončený 5 (až 7) laloky. Koruna je purpurově červená nebo žlutá, trubkovitá, dvoupyská, zakončená 5 laloky.
Tyčinky jsou 4 nebo výjimečně 5, nevyčnívající z květů. Semeník většinou obsahuje 2 komůrky (výjimečně jen 1) s mnoha vajíčky.
Plodem je pouzdrosečná tobolka s vytrvalým kalichem, obsahující mnoho drobných semen.

## Rozšíření
Do rodu rehmanie je řazeno 6 druhů, které jsou všechny endemity Číny.
Největší areál má druh Rehmannia glutinosa, rozšířený ve střední, východní a severovýchodní Číně. Zdomácněle roste i v Koreji a Japonsku.

## Obsahové látky
Jediným druhem rodu, který byl po fytochemické stránce podrobněji zkoumán, je rehmanie lepkavá. Mezi asi 70 zjištěnými látkami figurují zejména sacharidy a iridoidní glukosidy, dále jsou obsaženy monoterpeny, steroidy, flavonoidy, fenolový glukosid ionon, aminokyseliny aj. Celkem bylo zjištěno asi 33 rozličných iridoidních glukosidů, mezi nimiž jsou hlavními biologicky aktivními látkami katalpol a rehmanniosidy. Obsah katalpolu je u různých forem daného druhu různý a může se pohybovat v rozmezí 0,014 až 0,6 %.

## Taxonomie
Rod Rehmannia je řazen spolu s rovněž čínským rodem Triaenophora do tribu Rehmannieae. V minulosti byl součástí čeledi Scrophulariaceae, z níž byla řada převážně poloparazitických rodů přeřazena na základě výsledků fylogenetických studií do čeledi Orobanchaceae. Někteří taxonomové jej řadili do čeledi Gesneriaceae. Výsledky molekulárních studií ukazují, že tribus Rehmannieae představuje bazální větev celé čeledi Orobanchaceae. Na rozdíl od ostatních zástupců čeledi nejsou tyto 2 rody poloparazitické.

## Zástupci
- rehmanie lepkavá (Rehmannia glutinosa)

## Význam

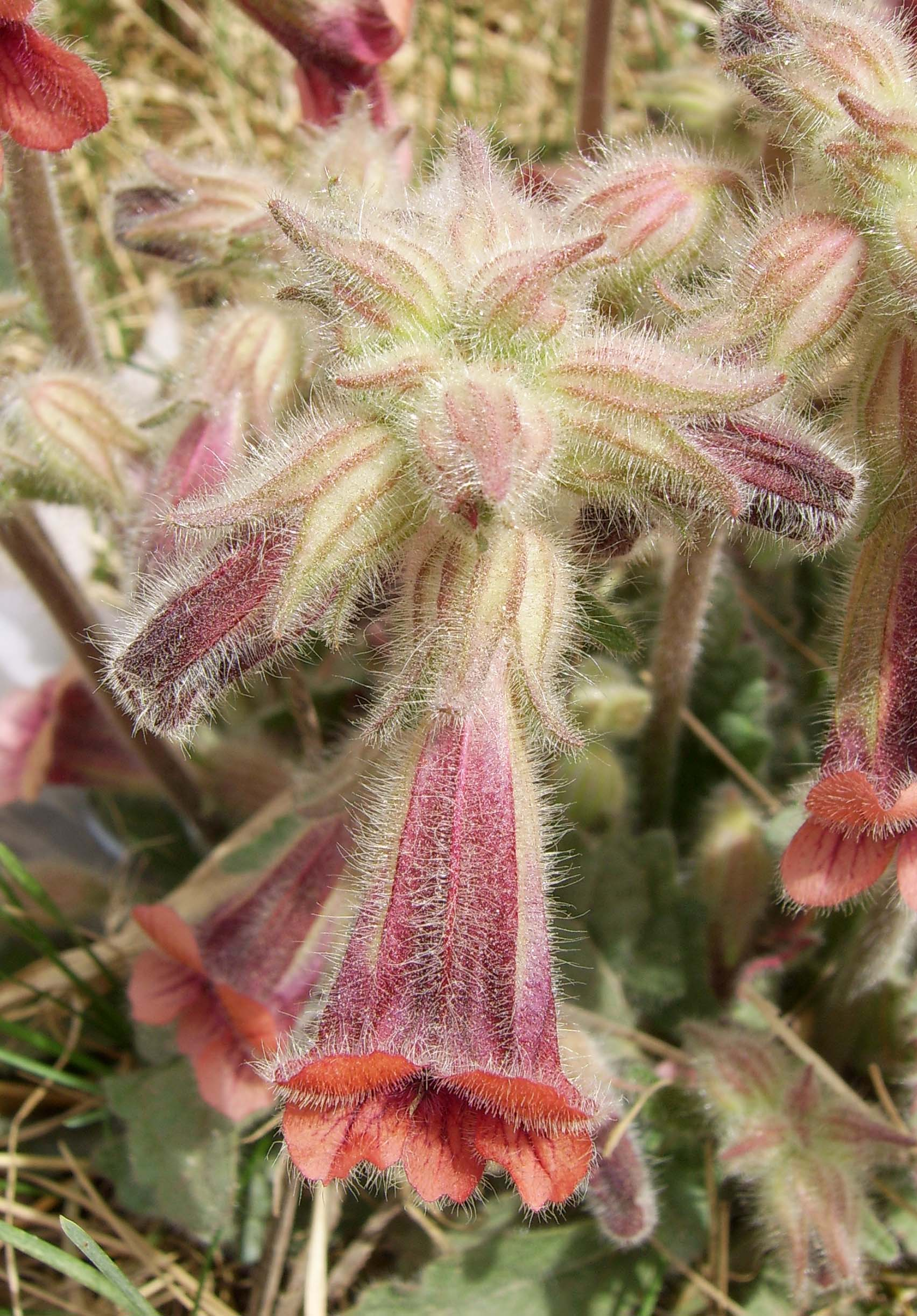
Květenství Rehmannia glutinosa

Rehmanie lepkavá je využívána v tradiční čínské medicíně zejména při léčení horeček a krvácení. V lékařství se v současnosti používá při hormonálních poruchách. Používanou částí je oddenek. Rostlina je jako léčivka pěstována nejen v Číně, ale i v jiných asijských zemích, např. ve Vietnamu, Japonsku a Koreji.
Někdy je tento druh pěstován jako okrasná zahradní rostlina. Řidčeji se pěstuje druh Rehmannia piasezkii, někdy pod synonymním názvem R. elata nebo R. angulata. Rehmanie vyžadují plné slunce a dobře propustnou půdu. Množí se výsevem semen nebo zimními kořenovými řízky.